# Tainia cordifolia
Tainia cordifolia är en orkidéart som beskrevs av Joseph Dalton Hooker. Tainia cordifolia ingår i släktet Tainia och familjen orkidéer. Inga underarter finns listade i Catalogue of Life.